# Ilex sterrophylla
Ilex sterrophylla là một loài thực vật có hoa trong họ Aquifoliaceae. Loài này được Merr. & Chun mô tả khoa học đầu tiên năm 1940.